# 佐藤進 (法学者)
佐藤 進（さとう すすむ、1925年6月6日 - 2009年4月9日）は、日本の法学者。金沢大学教授を経て、日本女子大学・立正大学・新潟青陵大学名誉教授。専門は社会保障法、労働法、高齢総合社会政策。

## 略歴
新潟県生まれ。東京帝国大学法学部卒、同大学院を経て、1957年金沢大学法文学部助教授、1962年東京大学より法学博士の学位を取得、1967年教授、1971年日本女子大学文学部教授（社会福祉学科）、1992年立正大学法学部教授、1996年新潟青陵女子短期大学教授、2000年新潟青陵大学看護福祉心理学部教授・学長、2001年2月新潟県高齢者保健医療福祉計画協議会座長、2004年4月新潟青陵大学学長、2005年3月退任。2003年4月勲三等瑞宝章受章。2009年、心臓発作のため83歳で死去。

## 著書
- アメリカ労働協約の研究 任意労働仲裁制度の実態と法理 勁草書房 1961
- ILO条約と日本労働法 法政大学出版局 1962
- EECとヨーロッパ労働組合運動 ダイヤモンド社 1963
- 健康保険組合論 健康保険組合の法律的社会的機能分析を中心にして 社会保険新報社 1966
- 日本の老齢保障 日本労働協会 1969 (JIL文庫)
- 教育公務員の労働基本権 明治図書出版 1969 (明治図書新書)
- 社会保障の法体系 上 勁草書房 1969
- 社会保障と市民生活 総合労働研究所 1972
- 医療関係者のための社会保障法入門 風媒社 1973
- 就業規則と労働協約 ダイヤモンド社 1974 (ビジネス新書)
- 「上積み」補償と企業内福祉 日本型福祉社会における労・使・政の課題 ダイヤモンド社 1978.6
- 労働災害とその補償 日本労働協会 1979.3 (JIL文庫)
- 労働法と社会保障法との交錯 勁草書房 1979.10
- 日本の労使関係と労働法 高文堂出版社 1980.6 改題「日本の労働法」
- 医事法と社会保障法との交錯 勁草書房 1981.9
- 社会福祉の法と法政策 全国社会福祉協議会 1982.5
- 高齢者扶養と社会保障 一粒社 1983.5 (現代民法学の課題)
- 労働災害と補償 その仕組みと運用 日本労働協会 1985.12
- こう変わるあなたの年金 日本放送出版協会 1985.5 (NHKくらしの経済セミナー)
- 社会福祉行財政論 人権と社会福祉行財政の課題 誠信書房 1985.7
- 老後と年金のゆくえ 筑摩書房 1987.2
- 世界の高齢者福祉政策 今日明日の日本をみつめて 一粒社 1989.7
- 社会保障と社会福祉の法と法政策 誠信書房 1990.5
- 社会保障の法体系 勁草書房 1990.6
- ECの社会政策の現状と課題 労働関係・社会保障制度 全労済協会 1993.5 (調査研究シリーズ)
- 福祉と保健・医療の連携の法政策 高齢社会・障害者社会への対応を考えるうえで 信山社出版 1994.6
- ペダルを踏んで七〇年 さらなる学びの旅にむかって（私家版）有斐閣出版サービス 1995.7
- 国際化と国際労働・福祉の課題 法政策学的側面から 勁草書房 1996.1
- 年金政策の中身とそのゆくえ マイ・ペンションを考える 信山社出版 1998.9
- エッセンシャル社会保障論 法律文化社 2000.9
- 労働法と社会保障法 信山社出版 2001.6 (佐藤進著作集 3)
- 労働保障法と関連制度政策 信山社出版 2001.1 (佐藤進著作集 4)
- 介護保険運営における自治体の課題 法律文化社 2003.11
- EU社会政策の展開 法律文化社 2006.8

## 共編著
- 労働者の災害補償 三島宗彦共著 1965 (有斐閣双書)
- 就業規則 理論と実務 本多淳亮共著 ダイヤモンド社 1965
- 日本の社会保障 その法制と給付の実態 労働旬報社 1966
- 社会保障法入門 角田豊、窪田隼人共編 法律文化社 1972
- 社会福祉 中川善之助共編 第一法規出版 1972 (実用法律事典)
- 社会保障法判例 1974 (有斐閣双書)
- 児童福祉法50講 高沢武司共編 1976 (有斐閣双書)
- 社会福祉の法律入門 児島美都子共編 1977.5 (有斐閣新書)
- 老人と人権 同文館出版 1977.1 (現代社会と人権)
- 社会・労働保険の実務 ダイヤモンド社 1979.10
- 高齢化と自治体福祉施策 同文館出版 1982.5
- 現代社会保障法入門 窪田隼人共編 法律文化社 1986.5 (現代法双書)
- 現代社会福祉法入門 法律文化社 1989.2 (現代法双書)
- 外国人労働者の福祉と人権 法律文化社 1992.5
- 国際化時代の福祉課題と展望 一粒社 1992.11
- 高齢者問題文献書誌 阪上直子共編 日本労働者福祉研究協会 1996.10 (労働者福祉研究別冊)
- 介護保険法 法案に対する新たな提案 河野正輝共編 法律文化社 1997.9
- 高齢社会の法律 早稲田大学出版部 1997.10 (シリーズ高齢社会とエイジング)
- あたらしい社会保障・社会福祉法概説 金川琢雄共編 信山社出版 1999.8
- 新現代社会保障法入門 窪田隼人、河野正輝共編 法律文化社 2000.5 (現代法双書)
- 新現代社会福祉法入門 河野正輝共編 法律文化社 2000.7 (現代法双書)
- ハンドブック公的年金 青林書院 2001.3
- 私たちの社会福祉法 児島美都子共編 法律文化社 2001.12 (法律文化ベーシック・ブックス)
- 終末期の保健福祉 桑原洋子共編 信山社 2008.9

## 翻訳
- イーリアス・リーバーマン『労働組合と裁判所 アメリカにおける労働者の基本権の発展を示す歴史的な労働条件』  近藤享一共訳 弘文堂 1958
- アラン・ウォーカー他『福祉大改革 イギリスの改革と検証』  共訳 法律文化社 1994.9